# Luís de Battenberg
Luís Alexandre Mountbatten, 1.º Marquês de Milford Haven GCB GCVO KCMG PC (Graz, 24 de maio de 1854 – Londres, 11 de setembro de 1921), anteriormente conhecido como príncipe Luís de Battenberg, foi um oficial naval britânico e nobre germânico relacionado à família real britânica.
Nascido no Império Austríaco, ele foi criado na Itália e na Alemanha, entrando na Marinha Real Britânica aos catorze anos de idade. A rainha Vitória do Reino Unido e seu filho Alberto Eduardo, Príncipe de Gales, ocasionalmente intervieram em sua carreira; eles acreditavam que o Almirantado Britânico tinha receio em promover oficiais nobres. Entretanto, Luís aceitava designiações em batalhas porque ele as via como oportunidades para adquirir habilidades e demonstrar aos seus superiores que levava a sério sua carreira naval. A rainha e o príncipe arranjaram para ele posições em iates e viagens reais, algo que acabou dificultando seu progresso pois eram vistos como favores reais ao invés de merecimento.
Luís foi nomeado Primeiro Lorde do Mar em 1912 depois de uma carreira de mais de quarenta anos, assumindo o controle profissional da marinha britânica. Ele tomou atitudes para preparar a frota britânica para o combate com a ameaça da Primeira Guerra Mundial, porém sua origem como príncipe germânico forçaram sua aposentadoria quando o conflito começou. Luís mudou seu nome e abriu mão de seus títulos em 1917, recebendo do rei Jorge V o novo título de Marquês de Milford Haven.
Ele havia se casado em 1884 com a princesa Vitória de Hesse e Reno, com quem teve quatro filhos: Alice, Luísa, Jorge e Luís. Através de sua filha Alice, era avô do príncipe Filipe, Duque de Edimburgo, sendo assim um ancestral da atual família real britânica.

## Início de vida
Luís Alexandre nasceu em 24 de maio de 1854 na cidade de Graz, Império Austríaco, sendo o filho mais velho do príncipe Alexandre de Hesse e Reno em seu casamento morganático com  Julia de Hauke. Luís não recebeu o mesmo título de seu pai no Grão-Ducado de Hesse e Reno por causa do casamento desigual de seus pais, recebendo desde seu nascimento o estilo de "Sua Alteza Ilustríssima" e o título de "Conde de Battenberg" derivado de sua mãe. Ele automaticamente se tornou "Sua Alteza Sereníssima, Príncipe Luís de Battenberg" em 26 de dezembro de 1858 quando Julia foi elevada para Princesa de Battenberg por seu cunhado Luís III, Grão-Duque de Hesse.
Seu pai foi designado pouco depois para o Exército Austro-Húngaro na ocupação do norte da Itália durante a Segunda Guerra de Independência Italiana. Os primeiros anos de Luís foram passados no norte da Itália ou nas casas de Alexandre em Hesse: o Castelo de Heiligenberg em Jugenheim e o Palácio de Alexandre em Darmstadt. Ele conversava com sua mãe em francês e também tinha uma governanta inglesa, dessa forma crescendo falando três línguas diferentes.
Dentre os visitantes de Heiligenberg estavam seus parentes da família imperial russa e seu primo o príncipe Luís de Hesse e Reno. Luís decidiu entrar na Marinha Real Britânica depois de ser influenciado pela princesa Alice, esposa de seu primo e filha da rainha Vitória do Reino Unido, e o irmão desta o príncipe Alfredo, Duque de Saxe-Coburgo-Gota. Ele se alistou em 3 de outubro de 1868 ao catorze anos de idade, tornando-se assim um cidadão britânico naturalizado. Luís foi aceito pelo Almirantado Britânico sem mesmo passar por um exame médico, algo contra as regras. Ele foi designado como cadete a bordo do HMS Victory, antigo navio do almirante Horatio Nelson que então era usado como um navio de treinamento permanentemente ancorado.
Alberto Eduardo, Príncipe de Gales, e sua esposa a princesa Alexandra da Dinamarca, viajaram no ano seguinte pelo mar Mediterrâneo e pelo mar Negro a bordo da fragata HMS Ariadne, com o príncipe pedindo para Luís ser designado para a embarcação antes de seu treinamento ser completado. Luís também os acompanhou na mesma viagem para o Egito, onde visitaram a construção do canal de Suez. Como era tradição, o Quediva distribuiu honrarias para todos e Luís recebeu a Ordem de Medjidie. Em abril ele também recebeu a Ordem de Osmanieh do sultão Abdulazize do Império Otomano.

## Carreira naval

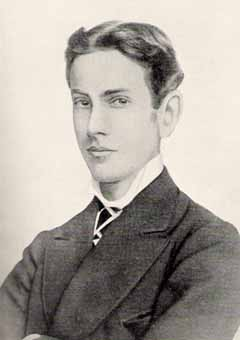
Luís em 1869

Luís voltou para o Reino Unido em maio de 1869. Em junho foi designado para o HMS Royal Alfred, a capitânia da Estação das Índias Ocidentais e América do Norte, tornando-se aspirante de marinha em outubro. Ele ficou de licença na Alemanha entre junho e setembro de 1870, coincidindo com a Guerra Franco-Prussiana, passando os próximos três anos e meio nas Américas, onde seu tempo de serviço compensou pelo treinamento que havia perdido enquanto estava no Ariadne junto com o Príncipe de Gales. Luís voltou para a Europa no início de 1874, sendo designado para o estabelecimento terrestre HMS Excellent, passando nos seus exames para subtenente – conseguindo as melhores notas da história em marinhagem e empatando as melhores em artilharia.
Ele se juntou ao HMS Serapis em 1875 novamente depois de um convite de Alberto Eduardo, realizando uma visita pela Índia junto com o príncipe. Luís desenhou alguns dos eventos da viagem e suas ilustrações foram publicadas no The Illustrated London News. Ele foi promovido a tenente em 15 de maio de 1876. O Príncipe de Gales convidou Luís para passar o verão de 1876 com ele na Casa Marlborough, porém ele queria ganhar mais experiência no mar e aceitou uma oferta do príncipe Alfredo para servir a bordo do HMS Sultan. Luís continuou seus deveres navais e também serviu como o eguariço do duque. Ele não gostou da posição porque Alfredo era irascível e por sua cabine ser infestada de ratos, inclusive pegando um com as próprias mãos enquanto estava deitado em sua cama. O Sultan viajou pelo mar Mediterrâneo a partir de julho de 1876.
Entre fevereiro e março de 1878, Luís ainda estava servindo no Sultan enquanto estava atracado no Bósforo durante a Guerra Russo-Turca. Ele foi criticado por ter visitado seu irmão o príncipe Alexandre, que estava servindo com as forças russas, porém uma investigação liberou os dois e também Alfredo de terem feito qualquer coisa errada. Luís serviu pelos dois anos seguintes no HMS Agincourt e no iate real HMY Osborne, porém em outubro de 1879 ele se recusou a continuar no iate real afirmando que isso danificaria sua carreira profissional, pedindo para receber metade de seu salário enquanto não encontrava serviço ativo. Ele, seu pai e o imperador Alexandre II da Rússia testemunharam em 17 de outubro de 1880 uma explosão no Palácio de Inverno em São Petersburgo, quando Stepan Khalturin tentou assassinar o imperador usando dinamite para explodir o grande salão de jantar.

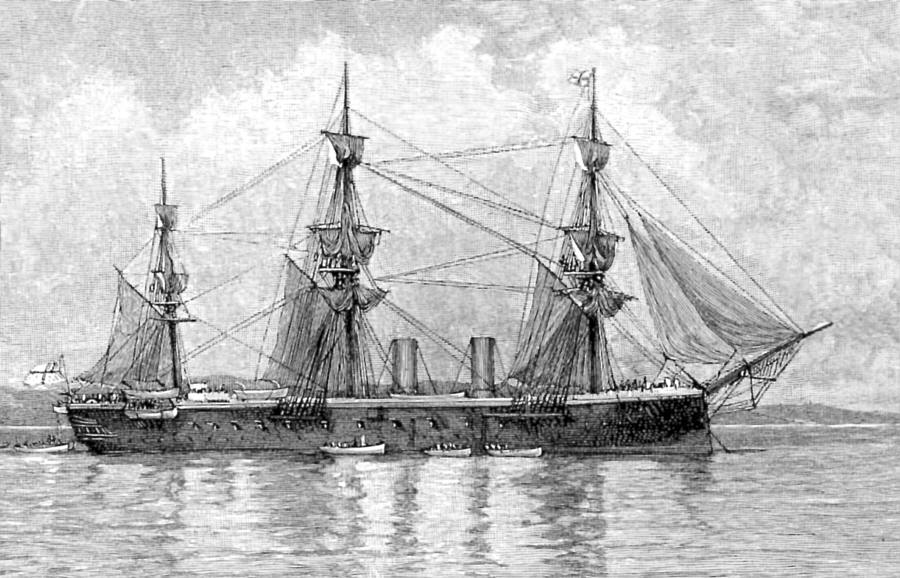
O HMS Inconstant

Luís foi designado para o HMS Inconstant em 24 de agosto de 1880, a nau capitânia do Esquadrão Voador, que também incluía o HMS Bacchante em que estavam os príncipes Alberto Vitor e Jorge, filhos do Príncipe de Gales. O navio passou pela América do Sul, Colônia do Cabo, Austrália, Fiji, Japão, China, Hong Kong, Singapura e as Índias Orientais Holandesas, então voltando para o Cabo em agosto de 1882. Sete meses depois do início da viagem, Luís conheceu a atriz Lillie Langtry, que supostamente teve uma filha ilegítima com ele chamada Jeanne Marie. Langtry também foi amante de única ocasião de Alberto Eduardo. A paternidade de Jeanne Marie nunca foi completamente verificada, porém Luís mesmo assim fez um acordo financeiro.
O Inconstant deixou o Cabo e passou por Santa Helena e Cabo Verde, onde o esquadrão recebeu ordens para navegar até Gibraltar, de lá para Malta e por fim ao Egito a fim de participar da Guerra Anglo-Egípcia. Alexandria foi bombardeada em 11 de julho de 1882 e pelas duas semanas seguintes o príncipe serviu no Esquadrão Voador entregando cartuchos e munição para a frota de batalha, depois servindo como guarda do quediva Teufique Paxá no Palácio de Ras al-Tin. Luís recebeu pessoalmente da rainha Vitória a Medalha da Guerra do Egito.
Luís deixou o navio em novembro de 1882 e passou o natal em Darmstadt, visitando seu irmão mais novo Alexandre em março do ano seguinte na Bulgária. Alexandre havia sido nomeado Príncipe Soberano da Bulgária em 1879 com a aprovação das grandes potências europeias. Luís acompanhou seu irmão em uma visita de estado ao Império Otomano e depois em viagens para o Chipre e Terra Santa junto com a Marinha Otomana, período em que o príncipe ficou abismado pela falta de habilidade marítima – os capitães otomanos não conseguiam navegar e tinham que seguir perto da costa para não se perderem; quando deixaram a costa eles ficaram tão desorientados que não conseguiram seguir para Jafa. Na viagem de volta, o navio em que viajavam encalhou no caminho.

## Títulos, estilos e brasão

### Títulos e estilos
- 24 de maio de 1854 – 26 de dezembro de 1858: Sua Alteza Ilustríssima, Conde Luís de Battenberg
- 26 de dezembro de 1858 – 14 de julho de 1917: Sua Alteza Sereníssima, Príncipe Luís de Battenberg
- 14 de julho de 1917 – 7 de novembro de 1917: O Muito Honorável, Sir Luís Mountbatten
- 7 de novembro de 1917 – 11 de setembro de 1921: O Mais Honorável, Marquês de Milford Haven

### Brasão
| Brasão de Luís Mountbatten, Marquês de Milford Haven (1917–1921) |

## Descendência
| Imagem | Nome                                                | Nascimento              | Morte                 | Notas                                                       |
| ------ | --------------------------------------------------- | ----------------------- | --------------------- | ----------------------------------------------------------- |
|        | Alice de Battenberg                                 | 25 de fevereiro de 1885 | 5 de dezembro de 1969 | Casou-se com André da Grécia e Dinamarca, com descendência. |
|        | Luísa Mountbatten                                   | 13 de julho de 1889     | 2 de março de 1965    | Casou-se com Gustavo VI Adolfo da Suécia, sem descendência. |
|        | Jorge Mountbatten, 2.º Marquês de Milford Haven     | 6 de novembro de 1892   | 8 de abril de 1938    | Casou-se com Nádia Mikhailovna de Torby, com descendência.  |
|        | Luís Mountbatten, 1.º Conde Mountbatten da Birmânia | 25 de junho de 1900     | 27 de agosto de 1979  | Casou-se com Edwina Ashley, com descendência.               |